# Вітуша
Вітуша (пол. Witusza) — село в Польщі, у гміні Кернозя Ловицького повіту Лодзинського воєводства.
Населення — 147 осіб (2011).
У 1975-1998 роках село належало до Плоцького воєводства.

## Демографія
Демографічна структура станом на 31 березня 2011 року:
|          | Загалом | Допрацездатний вік | Працездатний вік | Постпрацездатний вік |
| -------- | ------- | ------------------ | ---------------- | -------------------- |
| Чоловіки | 68      | 11                 | 50               | 7                    |
| Жінки    | 79      | 15                 | 43               | 21                   |
| Разом    | 147     | 26                 | 93               | 28                   |